# Accord de Vienne
Pour l’article homonyme, voir Accord de Vienne sur le nucléaire iranien.
L'Accord de Vienne est un document signé par deux écrivains serbes, Vuk Karadžić et Đuro Daničić, cinq hommes de lettres croates, Ivan Mažuranić, Dimitrija Demeter, Stjepan Pejaković, Ivan Kukuljević et Vinko Pacel, et le slovène Franc Miklošič à la suite d'une réunion organisée en 1850 par Franc Miklošič, portant sur la décision d'unifier les langues, et notamment leurs écritures, de la région de l'actuelle ex-Yougoslavie. Il s'agissait alors d'une réaction contre l'autoritarisme des Habsbourg, dirigeant alors le très multilingue Empire d'Autriche. 
Le chtokavien fut notamment choisi comme écriture et dialecte standard dans la littérature de cette région.